# Eric Bullus
Sir Eric Edward Bullus (ur. 20 listopada 1906, zm. 8 września 2001) – brytyjski polityk Partii Pracy, deputowany Izby Gmin.

## Działalność polityczna
W okresie od 23 lutego 1950 do 28 lutego 1974 reprezentował okręg wyborczy Wembley North w brytyjskiej Izbie Gmin].